# Аммиакопровод Тольятти — Одесса

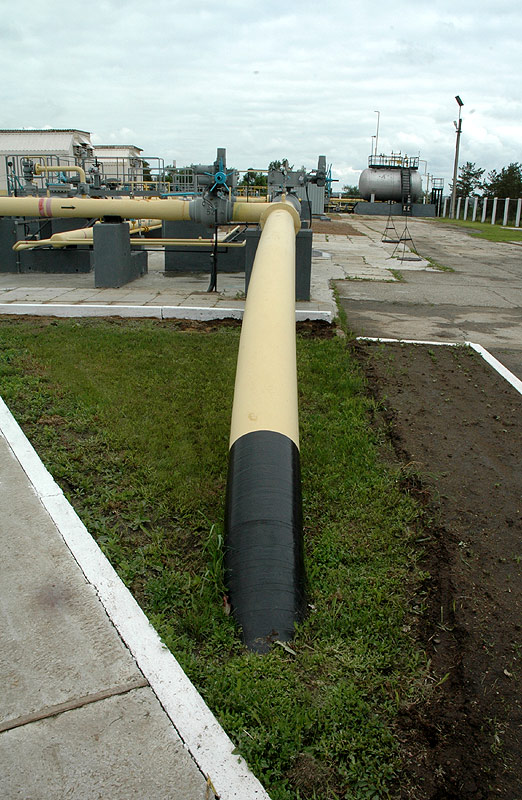
На насосной станции № 1 аммиакопровода Тольятти — Одесса

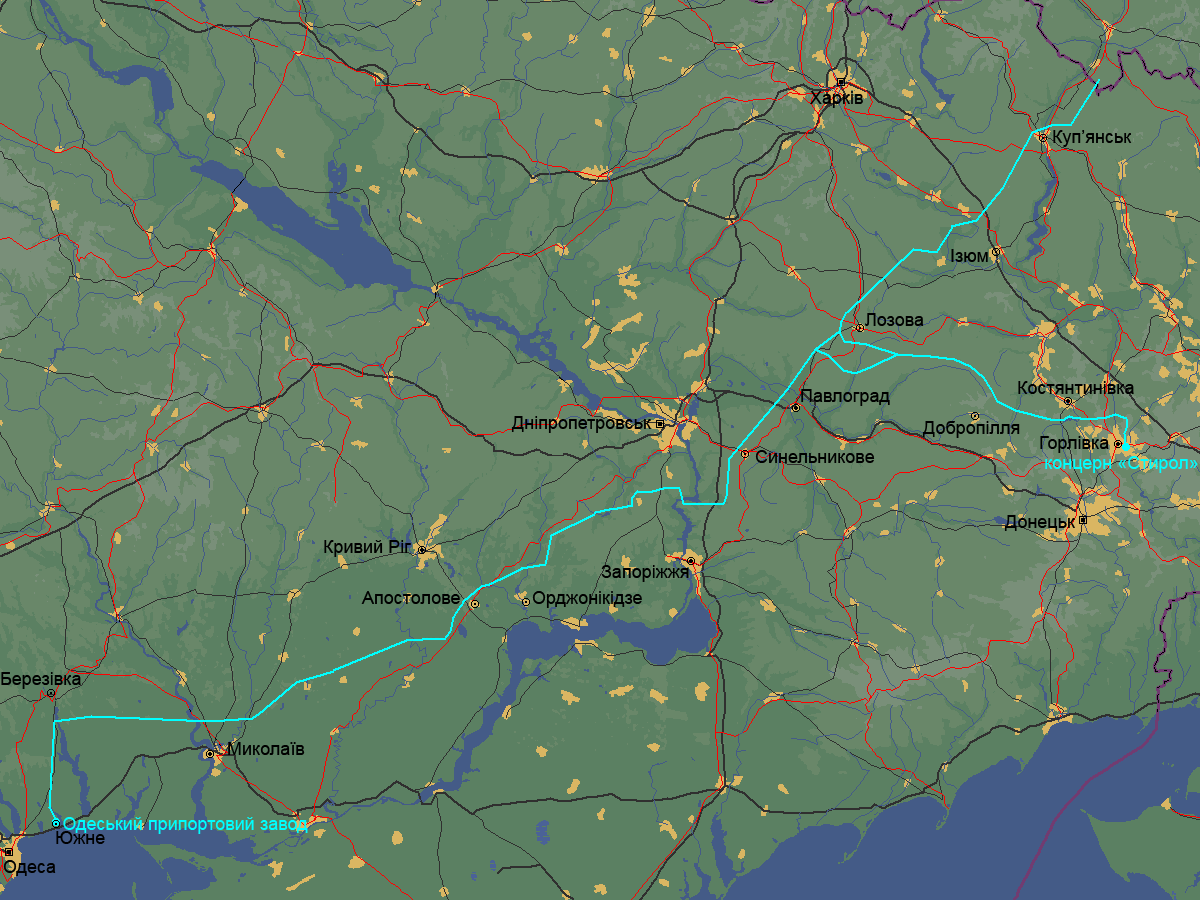
Схема украинской части аммиакопровода

Аммиакопрово́д Тольятти — Одесса — трубопровод, предназначенный для перекачки аммиака из России по территории Украины на экспорт. Контролируют частные российские партнёры: «Трансаммиак» и частные украинские партнёры: «Укрхимтрансаммиак».

## История
Решение о строительстве аммиакопровода было принято в 1975 году.
Поставкой оборудования занималась компания Occidental Petroleum.
В России и на Украине находится наиболее мощный аммиакопровод (до 2,5 млн тонн в год) «Тольятти — Одесса» (эксплуатацию российского участка аммиакопровода осуществляет ОАО «Трансаммиак», украинский участок аммиакопровода эксплуатирует УГП «Укрхимтрансаммиак». С июля 2022 года началось его преобразование в акционерное общество). Конечный участок аммиакопровода — Одесский припортовый завод.
Первая очередь аммиакопровода была введена в строй в октябре 1979 года — 800-километровый участок трубопровода «Горловка — Одесса». Имеет ветку на Горловское предприятие Концерн Стирол. Для пересечения Днепра (ниже села Вовниги Днепропетровской области) был спроектирован и построен уникальный висячий переход с пролётом 720 метров. Трубопровод полностью закончен в 1981 году. Общая длина трубопровода 2417 км, из них по России 1396 км.
24 февраля 2022 в связи с вторжением России на Украину «Тольяттиазот» прекратил транзит аммиака по трубопроводу и заявил о проработке железнодорожных маршрутов.
5 июня 2023 трубопровод был подорван близ села Масютовка в Харьковской области, находящегося на линии фронта между российскими и украинскими войсками. Стороны обвинили в подрыве друг друга.

## Описание
Трубы были сделаны по заказу во Франции. Они имеют толщину стенки 8 мм и диаметр 355 мм в отличие от 8-дюймовых (203,2 мм) американских трубопроводов. Кроме того, в местах повышенной опасности, а также в непосредственной близости от водоёмов был применён принцип «двойной трубы». На этих участках стенки и внутренней (основной), и внешней трубы, обеспечивающей дополнительную защиту от коррозии, могут выдерживать очень высокое давление. Толщина труб увеличивается до 13 мм, а между трубами содержится азот.
Для повышения безопасности участки аммиакопровода, расположенные под железнодорожным полотном и автомагистралями, укрыты специальным стальным покрытием. Коррозия исключена благодаря изоляционному покрытию и электрохимической защите. Даже изнутри трубопровод защищён: транспортируемый продукт представляет собой смесь аммиака (99,6 %) и воды (0,4 %). Этот небольшой процент воды препятствует окислению металла, из которого сделана труба.
Транспортируемый аммиак находится в трубе в виде жидкости с нормальной температурой +4 °C, давлением — до 35 атмосфер.

## Аварии
- 15 июня 2013 года на открытой территории возле села Александро-Калиново Константиновского района Донецкой области произошла утечка аммиака. Причиной послужило образование отверстия в трубе, причём спасатели признают, что утечку выявили не сами, а приехали по сигналу местных жителей[8].

- 21 июня 2015 года в 20:20 в трёх километрах от села Липяги Терновского района Воронежской области на аммиакопроводе произошла авария[9]. В результате разгерметизации фланцевого соединения в воздух попало свыше трёх тонн аммиака. Из Липяг был эвакуирован 771 человек, один житель села отравился[10]. Следствие и последующий суд установили вину механика эксплуатирующей компании[11].